# Abarema filamentosa
Abarema filamentosa é uma espécie de legume da família das Leguminosae nativa do Brasil.

## Sinônimos
- Feuilleea filamentosa (Benth.) Kuntze
- Pithecellobium filamentosum Benth.
- Pithecolobium filamentosum Benth.